# Avgan
Avgan ist eine Stadt in der türkischen Provinz Uşak im Landkreis Ulubey. Die Stadt liegt 30 km südlich von Uşak und 17 km von Ulubey. 1972 wurde sie zu einer Gemeinde erklärt.